# IU (cantante)
Lee Ji-eun (en hangul, 이지은; en hanja, 李知恩; Seúl, 16 de mayo de 1993), conocida como IU (아이유), es una cantante, compositora y actriz surcoreana. Conocida como la hermana pequeña de la nación, debutó en 2008 bajo LOEN Entertainment, a la edad de 15 años con su primer álbum Lost and Found.
Aunque sus siguientes álbumes, Growing Up y IU...IM, lograron éxito, fue sólo después del lanzamiento de " Good Day ", el sencillo principal de su álbum Real de 2010, que alcanzó el estrellato nacional. La canción pasó cinco semanas consecutivas en la cima de Gaon Digital Chart en Corea del Sur y en 2019 ocupó el puesto número uno en la lista de las "100 mejores canciones de K-Pop de la década de 2010" de Billboard. Con el éxito de sus álbumes de 2011, Real+ y Last Fantasy, IU se estableció como una fuerza formidable en las listas musicales de su país natal. El tercer álbum de estudio de IU, Modern Times en 2013, incluyó varias pistas que alcanzaron el top 10 en Gaon Digital Chart. El cuarto álbum de estudio de IU, Palette en 2017, se convirtió en su primer álbum en alcanzar el número uno en la lista Billboard Album Chart de Estados Unidos. Si bien sus siguientes discos, Love Poem en 2019 y Lilac en 2021, continuaron desviándose de los estilos convencionales del K-pop, IU mantuvo constantemente su dominio en las listas musicales de Corea del Sur. Su sencillo de 2020 " Eight ", se convirtió en su primera canción en alcanzar el número uno en la lista Billboard World Digital Song Sales.
Ha vendidó más de 1.544.594 álbumes físicos de un total de cinco álbumes de estudio y nueve EP, cinco de los cuales alcanzaron el número uno en Gaon Album Chart. Habiendo vendido más de 120 millones de sencillos digitales, es la artista solista y femenina con la mayor venta de sencillos digitales en Corea del Sur.
IU, es la artista con la mayor cantidad de canciones número uno en Corea del Sur por sobre grupos que hoy en día dominan el K-pop, con un récord de 30 canciones número uno en Gaon Digital Chart. En 2014, Billboard reconoció a IU como el líder de todos los tiempos de su K-pop Hot 100 con la mayor cantidad de canciones número uno y el artista con más semanas en la posición número uno en la lista.
Se ha embarcado en numerosas giras de conciertos, cuatro de las cuales recorrieron varios países de Asia. En 2019, IU se convirtió en la primera solista femenina coreana en actuar en el Olympic Gymnastics Arena de Seúl. En 2022, también fue la primera solista femenina coreana en realizar un concierto en el Estadio Olímpico de Seúl.
A IU se le atribuye haber escrito más de 62 canciones a lo largo de su carrera, incluida música para su carrera como solista, canciones para otros artistas, canciones para dramas, películas u obras de teatro.
Desde su debut, ha recibido más de 125 premios como solista, convirtiéndose en la artista solista más premiada de Corea del Sur. Ha ganado veintiún Melon Music Awards, dieciséis Gaon Chart Music Awards, cinco Korean Music Awards, once Mnet Asian Music Awards, siete Seoul Music Awards y ocho Golden Disc Awards. Además, ha recibido diez premios Daesang (los más prestigiosos de corea) de varias entregas de premios, incluidos cinco de los Melon Music Awards y tres de los Golden Disc Awards. IU también fue honrada en los Premios de Arte y Cultura Popular de Corea, organizados por el Ministerio de Cultura, Deportes y Turismo de Corea, por su influencia y éxito en la industria musical. En 2022, recibió el Premio Visionario, instituido por CJ ENM, que reconoce los talentos de la industria cinematográfica y televisiva coreana por sus contribuciones a "liderar tendencias y encabezar innovaciones".
También, se ha aventurado en la actuación y presentando programas de radio y televisión. Después de su papel secundario en el drama adolescente Dream High (2011) y apariciones menores en varias series de televisión, fue elegida para papeles principales en la serie dramática de televisión You Are the Best (2013), Pretty Man (2013–14), The Producers (2015), Moon Lovers: Scarlet Heart Ryeo (2016), My Mister (2018) y Hotel del Luna (2019). También, protagonizó la serie de películas de antología Persona (2019) y la películas  Broker (2022) y Dream (2023)
Ha ganado varios premios por su trabajo como actriz, incluidos dos SBS Drama Awards, dos KBS Drama Awards y dos Baeksang Arts Awards.
IU, ha sido reconocida como una de los artistas más influyentes de Corea del Sur. En 2014 y 2017, fue nombrada cantante del año por Gallup de Corea. Ha sido mencionada varias veces por la revista Forbes, en la lista «Las 40 principales celebridades influyentes de Corea», incluso ubicándose cinco veces entre los diez más influyentes. En 2023, Rolling Stone la nombró la 135.ª mejor cantante de todos los tiempos en el mundo. South China Morning Post estimó su patrimonio neto entre 31 y 45 millones de dólares, lo que la convierte en la cantante coreana más rica, a pesar de haber donado un total de 4,3 mil millones de wones coreanos para causas benéficas.

## Primeros años

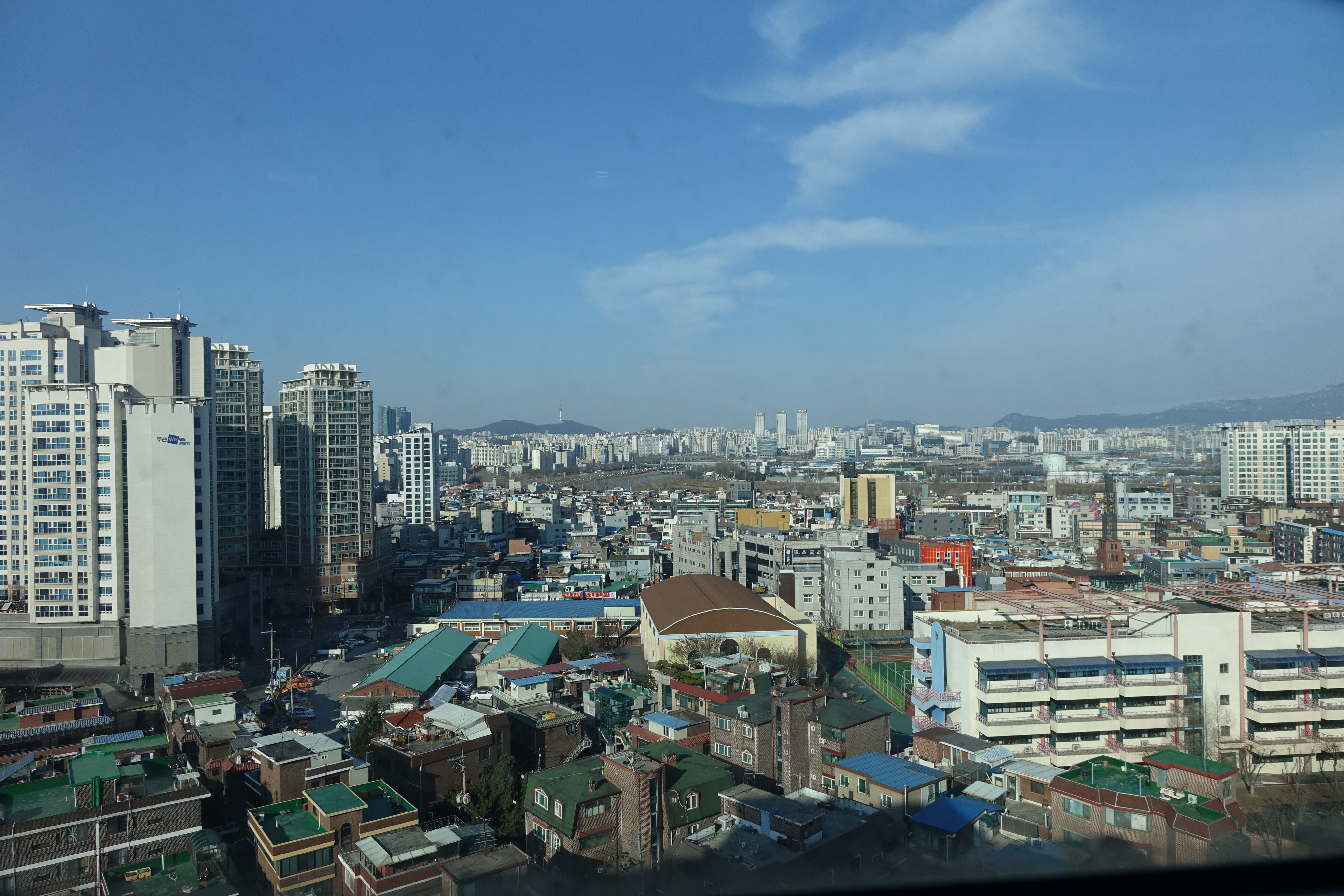
Gwangjin-gu, distrito donde nació IU.

IU nació bajo el nombre de Lee Ji-eun el 16 de mayo de 1993 en Gwangjin-gu, Seúl, Corea del Sur. A temprana edad, IU se interesó en seguir una carrera en la industria del entretenimiento y comenzó a asistir a clases de actuación. Durante sus años en la escuela primaria, la situación financiera de su familia se deterioró, y finalmente se mudaron a la ciudad Uijeongbu en la provincia de Gyeonggi. Ella y su hermano menor vivieron separados de sus padres en una habitación de estudio con su abuela y sus primos durante más de un año en condiciones de gran pobreza. IU tuvo poco contacto con sus padres durante ese período de tiempo, pero se sintió segura bajo el cuidado de su abuela.
Durante sus años de escuela media, IU encontró un interés por el canto y decidió convertirse en cantante después de que una actuación que ofreció en la competencia deportiva de su escuela fuera bien recibida. Asistió a veinte audiciones pero falló en todas, y también fue estafada por compañías de entretenimiento falsas. Antes de unirse a LOEN Entertainment en 2007, IU entrenó un tiempo en Good Entertainment con Uee, Yubin, Gayoon y Hyoseong. Después de firmar con LOEN, IU se mudó a Bangbae, Seúl. A pesar de pensar que eventualmente la pondrían en un grupo de chicas después de tres o cuatro años de entrenamiento, recibió diez meses de entrenamiento antes de su debut en solitario en 2008. Debido a sus condiciones de vida en ese momento, IU declaró que «le encantaba estar en el estudio», donde podía comer todo lo que quisiera y tenía un lugar para dormir. Antes de su debut, LOEN acuñó su nombre artístico «IU», derivado de la frase «I and You» para simbolizar la fuerza que une a las personas con la música.
Su floreciente carrera la llevó a disminuir su asistencia a la escuela y a obtener unas bajas calificaciones, con la excepción de la literatura coreana. Después de graduarse de Dongduk Girls' High School en 2011, IU decidió no cursar la universidad para continuar con su carrera como cantante.

## Carrera

### 2008-2009: Comienzos de carrera
Después de pasar diez meses como aprendiz, IU lanzó «Lost Child» como su primer sencillo. Lee interpretó la canción en vivo por primera vez en el programa de música, M! Countdown, el 18 de septiembre de 2008, convirtiendo su actuación en su debut como cantante profesional. En cuanto a la actuación, IU recordó que la multitud la había insultado y, aunque se sentía desanimada por eso, ahora considera que fue una experiencia beneficiosa. «Lost Child» es el primer sencillo de su EP debut Lost and Found, que se lanzó el 24 de septiembre de 2008. Gracias a su álbum, IU fue galardonada como «Novato del mes» por el Ministerio de Cultura, Deporte y Turismo de Corea en noviembre de 2008. Sin embargo, el álbum no tuvo buenos resultados comerciales. Durante una entrevista en 2011, IU dijo: «Mi primer álbum no fue exitoso, pero estoy agradecida por eso. Si hubiera tenido éxito tan pronto al hacer mi debut, no apreciaría a los miembros de mi equipo ni a la popularidad que tengo. Estoy disfrutando de esto ahora».

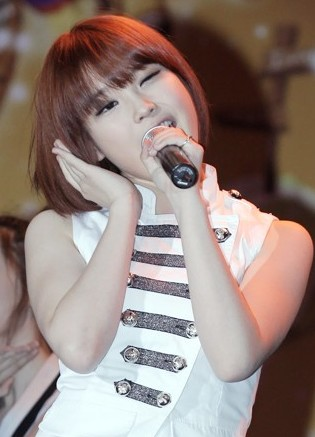
IU actuando en octubre de 2009.

El 23 de abril de 2009, IU lanzó su primer álbum de estudio, Growing Up, con el sencillo principal, «Boo». Ella comenzó la promoción del álbum al día siguiente, interpretando «Boo» en Music Bank de KBS2. La canción se destacó por su gran contraste comparando el estilo musical de «Lost Child», que fue descrito como una balada «pesada» y «oscura» en comparación con el «sonido retro» de los 80 de «Boo». Considerado como una transformación «estratégica», la coreografía de baile, el vestuario escénico y el peinado que se mostraron en las actuaciones en vivo se utilizaron para enfatizar su juventud y proyectar una imagen «linda». A pesar de que su material obtuvo una respuesta favorable del público, IU, que tenía quince años en ese momento, admitió que su imagen la había hecho sentir incómoda. La canción fue nominada como contendiente número uno en el programa de música, Inkigayo. Junto con varias canciones de Lost and Found, «You Know» también apareció en Growing Up; un arreglo con estilo rock de la canción fue lanzada como un nuevo sencillo después de «Boo». A final de 2009, IU lanzó su segundo EP, IU...IM. Ella comenzó a promocionar su sencillo principal, «Marshmallow», en programas de música en las tres principales cadenas de televisión desde el 13 de noviembre de 2009. La canción fue descrita como «sacarina» con un estilo que era un híbrido del rock and roll de la década de 1960 y el «pop francés». Recordando las actuaciones, IU declaró en un episodio en 2013 de Happy Together que no le gustaba tener que usar los disfraces de niña y el peinado en las promociones de la canción. Las actuaciones fueron bien recibidas y una vez más fueron etiquetadas como «lindas», las cuales recuerdan a las reseñas de «Boo».
Además de los lanzamientos de su álbum en 2009, IU participó en sus primeras bandas sonoras a través de dos dramas de televisión de MBC, Strike Love y Queen Seondeok. También colaboró con artistas como Mighty Mouth y The Three Views en sus álbumes. A medida que su popularidad comenzó a aumentar, IU hizo apariciones más frecuentes en programas de variedades, actuando en Star Golden Bell, Kim Jung-eun's Chocolate y You Hee-yeol's Sketchbook. Sus versiones acústicas de canciones de otros artistas como «Gee» de Girls' Generation, «Sorry Sorry» de Super Junior y «Lies» de Big Bang presentadas en vivo obtuvieron un enorme interés en línea. A finales de 2009, se convirtió en presentadora de televisión por primera vez, presentando un programa de música semanal en Gom TV, mientras aparecía como invitada fija en múltiples programas de radio como Kiss the Radio, Volume Up, Starry Night de MBC Standard FM y Radio Best Friend de MBC FM4U.

### 2010-2011:We Got Married,Real+yLast Fantasy
En 2010, IU grabó la canción «Nagging» con Seulong de 2AM para el programa We Got Married, lo que hizo que ganara dos premios: el primero el 27 de junio, en Inkigayo, y el segundo el 2 de julio, en Music Bank K-Chart. Más tarde, fue elegida para que interpretara la canción del drama Road No. 1, titulada «Because I'm A Woman». También grabó duetos con Yoo Seung-ho («Believe in Love»), Sung Shi-kyung («It's You») y Seungri de Big Bang («I Know») y también participó en la canción «Let's Go» con más de 19 cantantes para el G20 de Seúl.

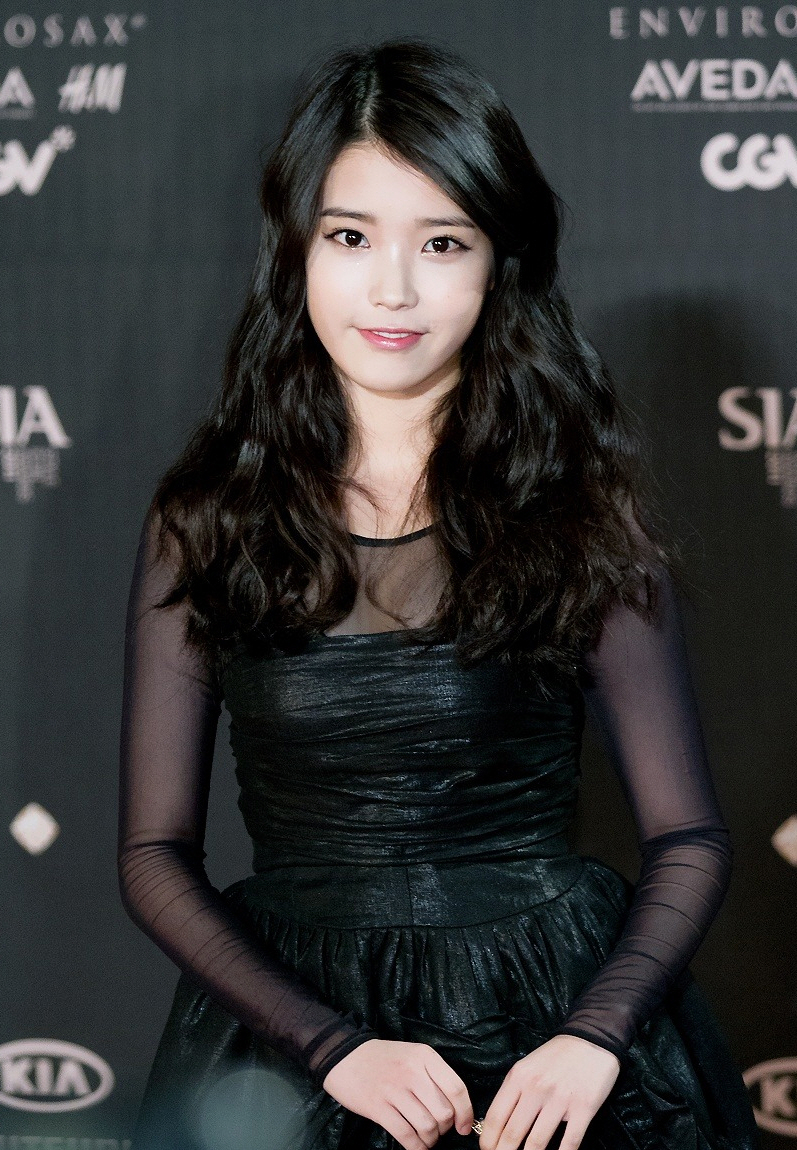
IU en Style Icon Asia Award, el 3 de noviembre de 2011.

En diciembre, lanzó su tercer miniálbum, Real, el cual recibió la colaboración de los más famosos músicos y productores de Corea del Sur. Lee Min-soo y Kim Eana, los creadores de la exitosa canción «Nagging», ayudaron a la cantante en la producción del sencillo, «Good Day». Así, IU recibió tres premios en el Inkigayo Mutizen Song por su actuación en los días 18 y 26 de diciembre de 2010 y 2 de enero de 2011, tres premios en Music Bank K-Chart en los días 24 y 31 de diciembre de 2010 y 7 de enero de 2011 y un premio en M! Countdown de Mnet el 23 de diciembre de 2010.
A finales de 2010, consiguió su primer papel de actriz en la serie Dream High, que se transmitió al aire el 3 de enero de 2011. Grabó la canción, «Someday», para la banda sonora del drama y «The Story Only I Did not Know» para su nuevo miniálbum, Real+, lanzado el 16 de febrero. Las canciones quedaron en la cuarta y séptima posición, respectivamente, en Soribada, un servicio online de música. Su primera composición original, «Dreaming», fue utilizada en el drama, pero no fue lanzada oficialmente.
Apareció en el videoclip de la canción «My Heart is Beating» de K.Will con Lee Joon de MBLAQ y Minwoo de Boyfriend. El 10 de marzo, participó en el primer concierto de la cantante Corinne Bailey Rae como estrella invitada. También grabó la música oficial de la Expo 2012, titulada «Stories Told by the Sea», en inglés y coreano.
En 18 de junio de 2011, IU realizó su primer encuentro oficial con fanes y un miniconcierto en AX-Korea. Grabó la canción «Hold My Hand», compuesta por ella misma, para la banda sonora de la serie The Greatest Love. El 29 de noviembre, lanzó su segundo álbum de estudio, Last Fantasy. El éxito fue extremo, hasta el punto de que las trece canciones inmediatamente dominaran gran parte de las listas musicales.

### 2012-2013: Debut japonés,You're the Best, Lee Soon-shinyModern Times
El 24 de enero de 2012, IU celebró un concierto en el estadio Bunkamura en Tokio. En aquella época, fue la cantante coreana más joven en presentarse en ese lugar. El 1 de marzo, lanzó un vídeo promocional de la versión japonesa de «Good Day», que sería su primer sencillo japonés. El álbum que contenía la canción, que incluía un DVD con escenas entre bastidores, fue lanzado el 21 de marzo.

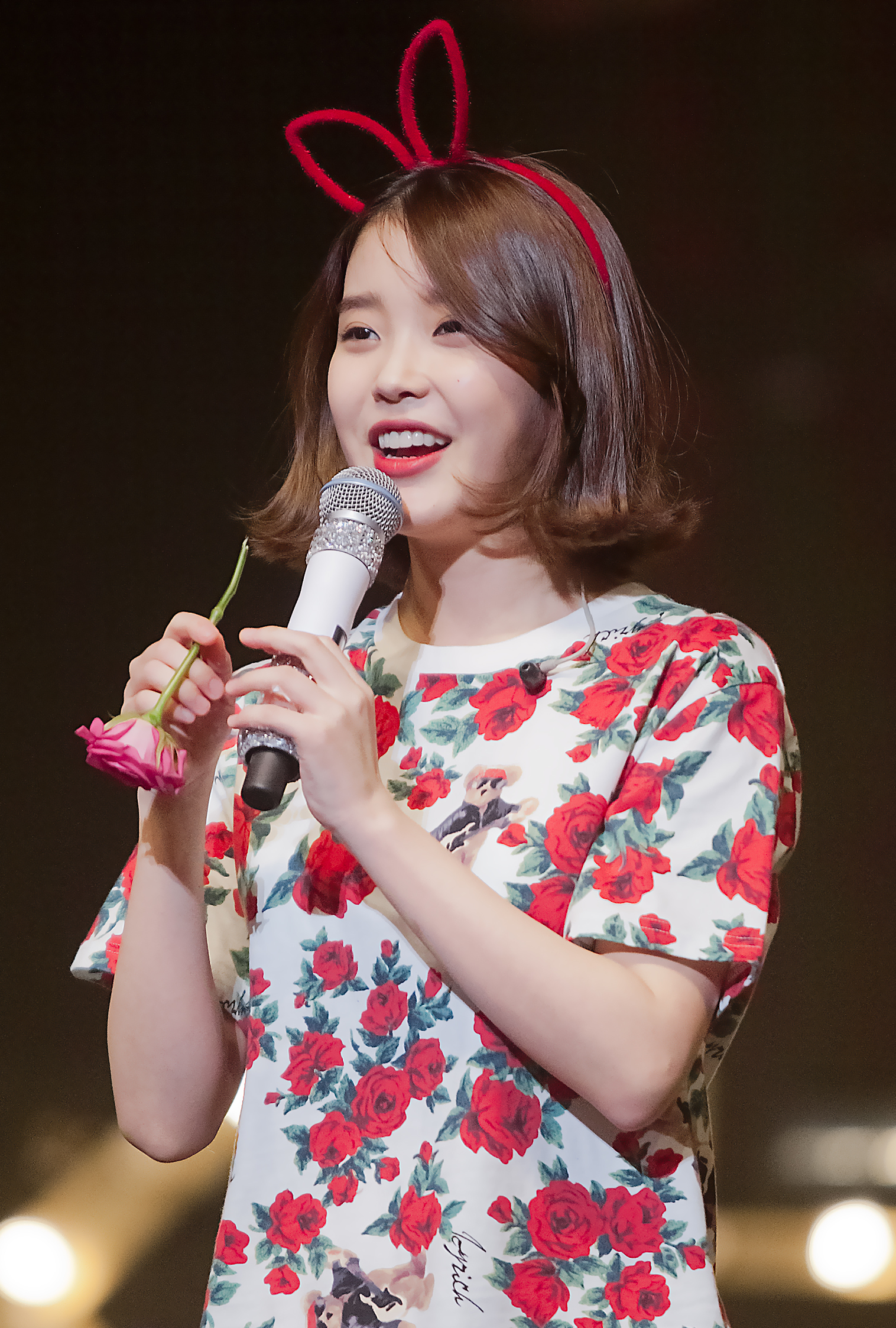
IU durante un concierto en Busan, el 1 de diciembre de 2013.

A principios de abril, se anunció su primera gira en solitario, titulada Real Fantasy, que comenzaría en junio. La gira presentó actuaciones en seis ciudades diferentes en toda Corea del Sur, incluyendo Seúl y Busan. Debido a sus compromisos para la preparación de la gira, tuvo que alejarse de su trabajo en Inkigayo,  pero regresó tiempo después.
El 11 de mayo, lanzó su quinto miniálbum, Spring of a Twenty Year Old, conteniendo tres canciones compuestas por ella misma. La canción «Peach» fue lanzada digitalmente el 4 de mayo. El nuevo álbum contenía un documental de 26 minutos que mostraba escenas de la cantante en Venecia, Italia. En esa misma época, IU lanzó la banda sonora «Every End of the Day» e hizo varias entrevistas hablando sobre sus pensamientos y experiencias personales.
El 18 de julio, lanzó su segundo sencillo japonés, «You & I». A finales de octubre ingresó a Dongdug Girls High School. El 27 de diciembre, lanzó un DVD especial, con filmaciones de las actuaciones en vivo y de los bastidores, además de entrevistas exclusivas. El 29 de diciembre, presentó el programa anual de música Gayo Daejeon con Suzy y Jung Gyu-woon.
En el primer semestre de 2013, protagonizó el drama You're the Best, Lee Soon-shin y lanzó su segundo miniálbum japonés, Can You Hear Me?, el 20 de marzo. El 28 de julio, abandonó definitivamente su puesto de presentadora en Inkigayo. El 11 de septiembre, lanzó en Japón su tercer sencillo, «Monday Afternoon», mientras que el 16 de septiembre en Corea fueron repartidas dos imágenes promocionales de su tercer álbum de estudio, Modern Times, lanzado el 7 de octubre. El 22 de octubre, fue confirmada como parte del elenco de la serie Bel Ami. El 20 de diciembre, una nueva versión del álbum Modern Times, titulada Modern Times - Epilogue, fue lanzada con dos canciones adicionales, «Friday» y «Crayon». El sencillo «Friday», compuesto por IU, estuvo presente en todas las listas musicales coreanas. Este fue su mayor éxito, después de la canción «The Red Shoes» en octubre.

### 2014-2015:A Flower Bookmarky otras colaboraciones
El 23 de marzo de 2014, llevó a cabo Modern Times Showcase en Hong Kong y luego colaboró con el sencillo debut de la banda HIGH4, «No Spring, Love, or Cherry Blossoms», lanzado el 8 de abril. La canción alcanzó la primera posición en Billboard, donde permaneció por 14 semanas seguidas, y IU oficialmente tuvo cinco sencillos en esa posición.

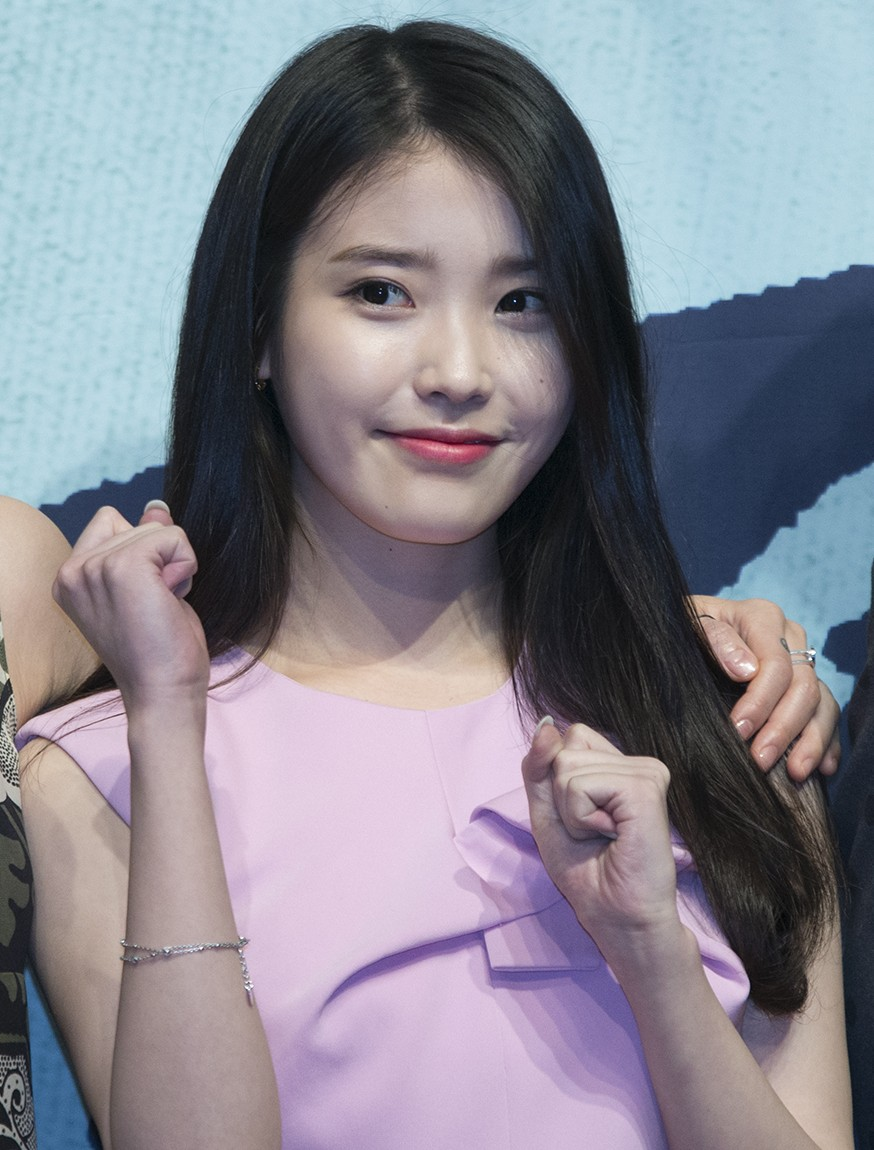
IU durante un conferencia de prensa de The Producers, el 11 de mayo de 2015.

El 16 de mayo, lanzó su sexto miniálbum, A Flower Bookmark, que consiste en un remake de siete canciones antiguas coreanas. Entre el 22 de mayo y el 1 de junio, hizo un pequeño concierto en el estadio de la Universidad Sogang, titulado Just One Step... That Much More, logrando que las entradas fueran agotadas a los 10 minutos. A finales de junio, lanzó el sencillo digital «Summer Love», una colaboración con Ulala Session. La canción es la quinta parte del proyecto «The Lyrics» lanzado en 2012 por el productor y director del N.A.P Entertainment, Choi Gap-won. Días después, se anunció la participación de la cantante en el sexto álbum de G.o.d, con la canción «Sing For Me», lanzada el 8 de julio. Entre 25 y 27 de julio, participó como DJ en el programa de radio, Yoo In-na's Raise the Volume.
El 9 de agosto, realizó su primera presentación en los Estados Unidos, en Los Ángeles, durante la KCON 2014, la mayor convención de K-pop norteamericana. El evento fue transmitido en Corea el 14 de agosto por Mnet en un programa especial llamado M! Countdown 2 Nights in L.A. En septiembre, fue anunciada en el Proyecto Sogyeokdong de Seo Taiji, de su noveno álbum, Quiet Night. La versión de la canción «Sogyeokdong» con la colaboración de IU fue lanzada el 2 de octubre, alcanzando, en cuatro horas, el primer lugar en varias listas, entre ellas Melon, Mnet y Naver, el videoclip fue lanzado el 5 de octubre. El 30 de octubre, lanzó el sencillo y videoclip del dueto «When Would It Be», la canción debut de Yoon Hyun-sang.
En marzo de 2015, IU fue confirmada como parte del elenco de la serie de televisión The Producers, que comenzó a transmitirse el 15 de mayo. Para el drama, Lee grabó la canción «Heart», escrita por ella misma, y compuesta y arreglada con la ayuda de Kim Jae-hwi. La canción fue lanzada como sencillo el 18 de mayo y, después de unas horas, estaba en la cima de varias listas. «Heart» fue incluida en la edición especial de la banda sonora de la serie. Después de completar el rodaje, volvió al escenario musical con un nuevo álbum.
El 4 de julio, se confirmó que IU sería una de las participantes del Festival Musical Infinite Challenge; donde participaría con Park Myeong-su. Su canción fue inspirada en la película Leon: The Professional, recibiendo el nombre de «Leon». El 22 de agosto, «Leon» fue lanzada junto con las otras canciones del Festival Musical Infinite Challenge 2015. El 24 de agosto, «Leon» alcanzó las primeras posiciones en las listas musicales de Corea del Sur.

### 2016-2017:Moon Lovers: Scarlet Heart Ryeo,PaletteyA Flower Bookmark 2
En septiembre de 2016, IU protagonizó el papel principal de Hae Soo en Moon Lovers: Scarlet Heart Ryeo, una adaptación coreana de la novela china Bu Bu Jing Xin.
IU publicó su cuarto álbum de estudio, Palette, el 21 de abril de 2017, siendo la letrista y productora. Tres canciones fueron lanzadas como parte del disco; el sencillo principal «Palette» con G-Dragon de Big Bang, así como dos canciones de prelanzamiento «Through the Night» y «Can't Love You Anymore». Palette debutó en la cima de World Albums Charts (la primera vez para la cantante) y encabezó las listas locales tanto en ventas como en descargas de álbumes. Billboard destacó y complementó el control creativo más fuerte de la cantante en el álbum, diciendo que permitió a los oyentes aprender más sobre Lee y, finalmente, allanar el camino para un mayor éxito tanto en Corea como a nivel internacional. Palette fue un éxito comercial, con los tres sencillos del álbum llegando a la cima de Gaon Digital Chart, con el sencillo principal, «Palette», que duró un total de dos semanas en el primer lugar. Sin embargo, la canción prelanzada, «Through the Night», fue quien se convirtió en la canción más vendida del álbum y también su sencillo más vendido en 2017.

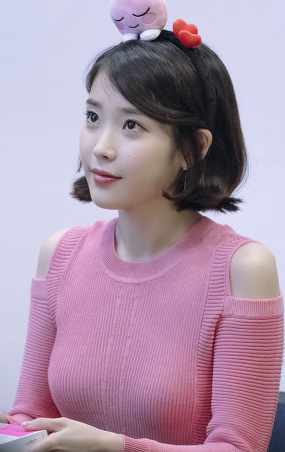
IU en un evento de firmas en COEX, el 27 de abril de 2017.

Palette también recibió críticas y múltiples elogios, incluyendo el premio como «Mejor álbum pop» en los 15th Korean Music Awards, «Álbum del año» en los Melon Music Awards, y «Grabación del año (Álbum)» Premio en los 27th Seoul Music Awards; IU recibió el premio siendo la «Mejor artista femenina» en los Mnet Asian Music Awards. El álbum también la convirtió en la «Mejor compositora» en los Melon Music Awards y un premio como «Letrista del año» en los 7th Gaon Chart Music Awards, así como un premio al «Productor del año» por ella y su equipo de producción. IU también recibió el premio «Canción del año» en los 32nd Golden Disk Awards por su exitosa canción «Through the Night». La revista Billboard incluyó a «Palette» en la sexta posición de su lista de «Las mejores canciones de K-pop de 2017». The New York Times  también incluyó a la canción en su lista de las «25 canciones que nos dicen dónde va la música», convirtiendo a IU en la única artista asiática en aparecer en la lista, mientras aprecia la habilidad de IU como cantante y compositora para proyectar la autenticidad en el K-pop. Además, Billboard clasificó a Palette como el mejor álbum de K-pop de 2017, explicando que: «Un álbum tan impresionante y sónico como 'Palette' demuestra por qué inyectar las experiencias personales de un artista en su música puede llevar a su mejor trabajo hasta ahora». Durante las promociones de Palette, IU se unió al programa Hyori's Homestay.
IU lanzó su segundo álbum de covers, A Flower Bookmark 2 el 22 de septiembre de 2017. Al igual que su predecesor, el álbum contenía versiones de canciones lanzadas desde la década de 1960 hasta principios de la década de 2000 con una mezcla de géneros como folk, retro, balada y nu-disco. Antes del lanzamiento del álbum, publicó el sencillo titulado «Autumn Morning» sin previo aviso el 18 de septiembre para conmemorar el noveno aniversario del cantante. La canción se posicionó en el primer lugar de siete listas musicales surcoreanas. El álbum originalmente tenía la intención de incluir una canción de Kim Kwang-seok, «With the Heart to Forget You», sin embargo, debido a los recientes acontecimientos que rodearon a la familia del cantante, finalmente se decidió que la canción se eliminaría para respetar las investigaciones en curso. Más tarde, IU realizó una gira en varias ciudades de Corea del Sur y Hong Kong. Gallup Korea la clasificó como la artista de K-pop más popular de 2017 (anteriormente encabezó la lista en 2014) y también como la ídolo de K-pop más popular del año.

### 2018:My MisteryBBIBBI

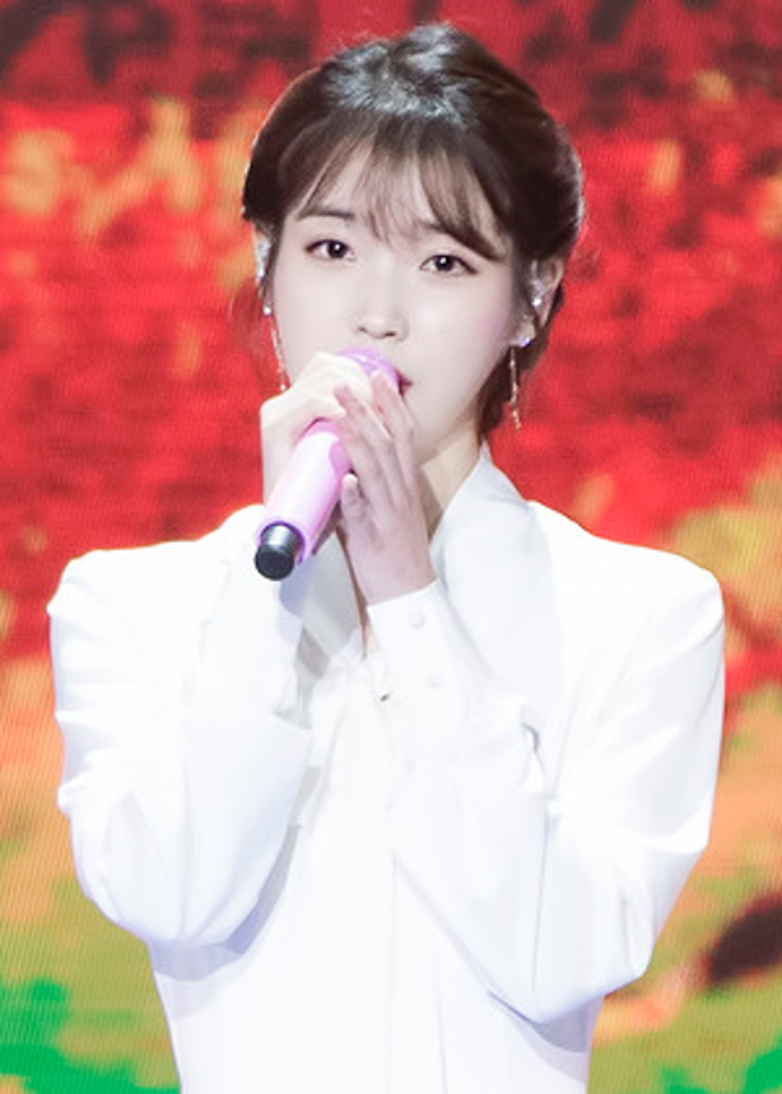
IU en los Golden Disk Awards, el 10 de enero de 2018.

A partir de marzo de 2018, IU protagonizó el drama coreano My Mister  con el personaje de Lee Ji-an, una joven que encuentra un trabajo temporal en una empresa de ingeniería y se ve involucrada en las intrigas para hacerse con el control de la misma. La serie disfrutó de un gran éxito de crítica y también de audiencia, con la que alcanzó un índice máximo del 7.3%, lo que la convirtió en uno de los programas de televisión por cable más vistos de siempre. En julio del mismo año IU colaboró junto a Zico en la canción «Soulmate», publicada el 23 de julio de 2018. Tras su lanzamiento, el sencillo encabezó las listas diarias y en tiempo real de los 6 principales sitios de música coreana y reclamó la posición número uno en la lista digital de Gaon.
Para celebrar el décimo aniversario de su debut, sacó un nuevo sencillo llamado «BBIBBI» en octubre. Al día siguiente, Kakao M confirmó que «BBIBBI» había superado los un millón de oyentes únicos en la lista musical más grande de Corea del Sur, Melon, tan solo 16 horas después de su lanzamiento. A las 23 horas, ya había roto el récord de oyentes únicos en 24 horas hasta entonces establecido por su anterior dueto con Park Myung-Su con «Leon» en 2015. La revista Billboard incluyó «BBIBBI» en la posición 87 en su lista de las Mejores canciones de 2018, explicando que «el sencillo no solo comenta sobre las experiencias de IU en la vida pública, sino que también funciona como un himno de empoderamiento universal,conociendo y reconociendo el valor de uno mismo y derechos personales». El sencillo también figura en el número 4 en la lista de Billboard de Las mejores 20 canciones de K-pop de 2018. IU comenzó su primer tour asiático, IU 10th Anniversary Tour Concert, el 28 de octubre. Dos meses después, IU colaboró en la canción «Fairytale» junto a Kim Dong Ryul que alcanzó la cuarta posición en la lista digital de Gaon.

### 2019-2021:Persona,Hotel del Luna,Love PoemyLilac
El 11 de abril de 2019, IU hizo su debut cinematográfico en la serie de antología de Netflix, Persona.  Interpretó a diferentes personajes en cada uno de los cuatro cortometrajes que fueron escritos y dirigidos por los aclamados directores Lee Kyoung-Mi, Yim Pil-Sung, Jeon Go-Woon y Kim Jong-Kwan. Persona se convirtió en el sexto programa más popular en Netflix en Corea en 2019. Durante los meses de verano, IU protagonizó el drama de fantasía y misterio Hotel del Luna, escrito por las hermanas Hong. La serie fue un éxito comercial, registrando los índices de audiencia más altos de lo que lleva de carrera con un pico del 12%.
IU había programado la publicación de su noveno trabajo musical, Love Poem, para el 1 de noviembre. Sin embargo, optó por posponer el lanzamiento para el 18 de noviembre debido a la muerte de su amiga Sulli. El primer sencillo homónimo se lanzó según lo planeado y rápidamente logró un certificado All-Kill. La canción alcanzó su posición máxima como número uno en la lista digital de Gaon, y en el número nueve en la lista mundial de canciones digitales de Billboard. El 25 de noviembre Billboard publicó la lista de las 100 mejores canciones de K-pop de la década de los '10, donde el sencillo «Good Day» del álbum Real de IU alcanzó la primera posición. El 2 de noviembre IU comenzó su segundo tour por Asia, Love Poem, en Gwangju. Cerca de 90.000 fanes asistieron a lo largo de dos meses que duró su tour por un total de diez ciudades.
El 9 de enero de 2021, ganó el premio Digital Daesang para la canción del año en los 35.º Golden Disc Awards con su canción «Blueming». En el momento en el que estaba recibiendo su premio anunció que haría su regreso con un nuevo sencillo llamado «Celebrity», que la nueva canción tendría un sonido de pop refrescante y alegre con un género musical energético. Dos días después, su agencia Edam Entertainment confirmó que el sencillo se publicaría el 27 de enero de 2021.
El 3 de marzo de 2021, anunció su quinto álbum de estudio, Lilac, cuya publicación fue el 25 de marzo. Tuvo un repentino éxito comercial: el álbum debutó en primer lugar en Gaon Album Chart y todas las canciones a estado en las listas de manera simultánea en el top 30 de los the Gaon Digital Chart. El segundo sencillo homónimo del álbum también sobrepasó las listas de álbumes de iTunes en 11 países.
IU publicó su nuevo sencillo «Strawberry Moon», el 19 de octubre de 2021.

### 2022-presente:Broker, Dream y The Winning
En marzo de 2022 se publicó el sencillo «Ganadara», de Jay Park con la colaboración de IU, que alcanzó el puesto número uno tanto en Gaon Digital Chart como en Billboard K-pop Hot 100. El 23 de ese mismo mes de marzo se estrenó el primer documental sobre la cantante y actriz: Sculpture Collection: Winter at the Age of Twenty-Nine.
En abril de 2022 concluyó el rodaje de la película Dream junto a Park Seo-joon; dirigido por Lee Byeong-heon, es el primer largometraje que protagoniza en toda su extensión. En él su personaje es el de So-min, una aspirante a directora de producción que hace un documental sobre un equipo de fútbol formado por personas sin hogar.
El 26 de mayo se estrenó en el Festival de Cannes la película Broker, el debut en coreano del director japonés Hirokazu Koreeda. IU se había unido al reparto en febrero de 2021, en compañía de Song Kang-ho, Bae Doo-na y Gang Dong-won. El filme entró en producción en abril de ese año. En él interpreta a So-young, una madre soltera que inicilalmente abandona a su hijo recién nacido en un torno de bebés, pero luego cambia de opinión e intenta recuperarlo. En su reseña de la película, el crítico Ben Rolph en AwardsWatch escribe que la cantante convertida en actriz «es el alma de la película». La actuación le valió una nominación a Mejor actriz revelación en el 27.º Festival Internacional de Cine de Chunsa.
El 27 de julio de 2022, se anunció que IU realizaría un concierto en solitario, The Golden Hour, en el Estadio Olímpico de Seúl los días 17 y 18 de septiembre, convirtiéndose en la primera artista femenina coreana en presentarse allí. Se trata de su primer concierto en solitario después de su gira nacional por Love Poem en 2019. Las 90 000 entradas totales para los dos días estaban agotadas con antelación. Al final de la actuación se celebró en el escenario el 14.º aniversario del debut de la artista.
El 27 de enero de 2023 se confirmó que IU protagonizaría la próxima serie de televisión When Life Gives You Tangerines  junto a Park Bo-gum, escrita por el exitoso guionista Im Sang Choon y dirigida por Kim Won Seok. La actriz estaba en pleno rodaje en mayo del mismo año.
El 24 de octubre de 2023 la cantante y actriz recibió el Elogio del Presidente en el 8.º Día de las Finanzas. Fue premiada por «la difusión de una cultura de formación sólida de riqueza a través de ahorros e inversiones consistentes y actividades continuas de donación activa». En la misma ceremonia la también actriz Han Ji-min recibió el elogio del primer ministro.
El 17 de enero de 2024, IU anunció de forma oficial fechas y ciudades para su gira mundial  “H.E.R”. Tras comenzar en Seúl con cuatro noches de conciertos el 2, 3, 9 y 10 de marzo, la gira de IU la llevará a varias ciudades de Asia, Europa y Estados Unidos.
El 24 de enero de 2024 publicó su prelanzamiento de “Love wins all” , la canción ocupó rápidamente el primer lugar en las listas musicales obteniendo así el primer PAK del 2024. El 20 de febrero se lanzó oficialmente sexto EP “The Winning”. El 21 y el 22 de septiembre cerró la gira, que la había llevado a dieciocho ciudades de varios países durante cinco meses, con dos nuevos conciertos otra vez en Seúl, en el Estadio de la Copa Mundial, el de mayor capacidad del país. Todas las entradas, unas 100 000, se agotaron en preventa el 12 de agosto, con más de un mes de antelación. Con esta actuación, IU se convierte en la primera música femenina en ingresar a los lugares de actuación más grandes de Corea, el Estadio Principal Jamsil y el Estadio de la Copa Mundial de Seúl.

## Vida personal
El 31 de diciembre de 2022 las agencias de IU y el actor Lee Jong-suk  informaron de que ambos mantenían una relación sentimental que duraba ya cuatro meses. Se habían conocido en el 2012, cuando fueron copresentadores durante seis meses del programa musical de SBS Inkigayo.

## Discografía
| Álbumes de estudio - 2009: Growing Up - 2011: Last Fantasy - 2013: Modern Times - 2017: Palette - 2021: LILAC EPs - 2008: Lost and Found - 2009: IU...IM - 2010: Real - 2014: A Flower Bookmark - 2015: Chat-Shire - 2017: A Flower Bookmark 2 - 2019: Love Poem - 2020: Eight (junto a SUGA de BTS) - 2024: The Winning - 2025: A Flower Bookmark 3 | EPs - 2011: I □ U - 2013: Can You Hear Me? Sencillos - 2012: «Good Day» - 2012: «You & I» |

## Filmografía

### Películas
| Año  | Título                                          | Papel      | Notas                            | Ref.            |
| ---- | ----------------------------------------------- | ---------- | -------------------------------- | --------------- |
| 2012 | A Turtle's Tale 2: Sammy's Escape from Paradise | Ella (voz) | Doblaje coreano                  |                 |
| 2017 | Real                                            |            | Aparición corta                  |                 |
| 2019 | Shades of the Heart                             | Mi-young   | Estrenada el 31 de marzo de 2021 | [ 150 ]         |
| 2022 | Broker                                          | So-young   |                                  | [ 151 ]         |
| 2023 | Dream                                           | Lee So-min |                                  | [ 134 ] [ 152 ] |

### Series de televisión
| Año  | Título                          | Papel                    | Cadena  | Notas           | Ref             |
| ---- | ------------------------------- | ------------------------ | ------- | --------------- | --------------- |
| 2011 | Dream High                      | Kim Pil-suk              | KBS2    | Protagonista    |                 |
| 2011 | Welcome to the Show             | Ella misma (Episodio 1)  | SBS     | Aparición corta |                 |
| 2012 | Dream High 2                    | Kim Pil-suk              | KBS2    | Aparición corta |                 |
| 2012 | Salamander Guru and The Shadows | Pickpocket Jieun         | SBS     | Aparición corta |                 |
| 2013 | You Are the Best!               | Lee Soon-shin            | KBS2    | Protagonista    | [ 153 ]         |
| 2013 | Bel Ami                         | Kim Bo-tong              | KBS2    | Protagonista    | [ 154 ]         |
| 2015 | Producers                       | Cindy                    | KBS2    | Protagonista    | [ 155 ]         |
| 2016 | Moon Lovers: Scarlet Heart Ryeo | Ko Ha-jin/Hae Soo        | SBS     | Protagonista    | [ 156 ]         |
| 2018 | Mi señor                        | Lee Ji-an                | tvN     | Protagonista    | [ 157 ]         |
| 2019 | Persona                         | Varios                   | Netflix | Protagonista    | [ 158 ]         |
| 2019 | Hotel Del Luna                  | Jang Man-wol             | tvN     | Protagonista    | [ 159 ]         |
| 2025 | When Life Gives You Tangerines  | Ae-soon/Yang Geum Myeong | Netflix | Protagonista    | [ 145 ] [ 160 ] |
| 2025 | 21st Century Prince's Wife      | Seong Hee Ju             | MBC     | Protagonista    |                 |

### Programas de televisión
| Año       | Título                    | Cadena | Función          | Ref     |
| --------- | ------------------------- | ------ | ---------------- | ------- |
| 2010-2011 | Heroes                    | SBS    | Parte del elenco |         |
| 2011      | Kim Yuna's Kiss & Cry     | SBS    | Patinadora       |         |
| 2011-2013 | Inkigayo                  | SBS    | Presentadora     |         |
| 2017      | Hyori's Homestay Season 1 | JTBC   | Parte del elenco |         |
| 2018      | Eat with Class            | SBS    | Invitada         | [ 161 ] |